# 나베야우에노촌
나베야우에노촌(鍋屋上野村)은 일본 아이치현 아이치군에 설치되었던 촌이다. 현재의 나고야시 지쿠사구의 일부에 해당한다.